# Melias (Coles)
Melias (llamada oficialmente San Miguel de Melias) es una parroquia del municipio español de Coles, en la provincia de Orense, Galicia.

## Organización territorial
La parroquia está formada por dieciséis entidades de población:

### Entidad de población
Entidad de población que forma parte de la parroquia:
- A Estación
- Belesar
- Casanova de Melias (Casanova)
- Cerdedo
- Cruceiros
- Figueiredo
- Fontao
- Levices
- Meigodevila
- Nevoade (Neboade)
- Outeiro de Melias (Outeiro)
- Pacios
- San Lourenzo
- Sobrado
- Souto (O Souto)

### Despoblado
Despoblado que forma parte de la parroquia:
- Outeiriños (Os Outeiriños)

## Demografía
| Gráfica de evolución demográfica de Melias entre 2000 y 2022 |
|                                                              |
| Datos según el nomenclátor publicado por el INE.             |